# Фарах
Фарах е провинция в западен Афганистан с площ 48 471 км² и население 438 000 души (2006). Административен център е град Фарах.

## Административно деление
Провинцията се поделя на 11 общини.